# Angelo Villa
Angelo Villa (Sesto San Giovanni, 1º febbraio 1929) è un ex calciatore italiano, di ruolo centrocampista.

## Carriera
Mediano e difensore di pregio, crebbe calcisticamente nella squadra della sua città, la Pro Sesto, dove debuttò in Serie B nel 1949.
Passato al Crema torna in Serie B nel 1951 con il Fanfulla, gioca 29 partite segnando 3 reti. Villa è ormai maturo per la Serie A, categoria in cui approda nel 1952 con l'Atalanta, esordendo il 5 ottobre di quell'anno contro la Sampdoria. Tre anni da titolare a Bergamo con 97 partite e 3 reti, per Villa si aprono le porte della Lazio che punta a rafforzarsi acquistando oltre a lui, Muccinelli, Selmosson, Lovati e Olivieri.
Villa però, al pari di Olivieri, non soddisfa le attese ed entrambi verranno ceduti. Per Villa è giunto il momento di andare in un'altra squadra biancoazzurra e nel 1956 approda alla SPAL di Paolo Mazza. A Ferrara Villa trova le motivazioni giuste e diventa, assieme a Broccini, Lucchi Vinyei e Delfrati, punto fermo di una squadra che punta a salvarsi lanciando tutti gli anni giovani talenti.
Dopo 3 campionati nella SPAL, nel 1959 passa al Pordenone in Serie C prima del ritiro definitivo, avvenuto dopo un'ultima stagione con la maglia della Pro Sesto. Ha giocato complessivamente 182 partite in Serie A, realizzando 4 reti.

## Collegamenti esterni

La rosa della Lazio 1955-56, Villa è in piedi, 4º da sinistra